# أهل الغرام (مسلسل)
أهل الغرام هو مسلسل سوري أنتج عام 2006 من إخراج الليث حجو وسيناريو لبنى الحداد وزهير قنوع. يتألف من جزئين من 28 حلقة منفصلة.

## قصة المسلسل
تدور فكرة «أهل الغرام» حول قصص الحب الفاشلة نتيجة ظرف قاهر أو بسبب مشكلة اجتماعية أو مادية أو لها علاقة بالدين لتتكون لدى الجمهور حالةً من التعاطف مع شخصيات المسلسل.
ويقدم المسلسل في كل حلقة محطةً منفصلة عن الأخرى يروي في تفاصيلها علاقة حب متوهجة أطفأتها ظروف مختلفة.
يجمع المسلسل أغلب الفنانين السوريين من ضمنهم بسام كوسا، وعبد المنعم عمايري، وجمال سليمان، وسلافة معمار، وقصي خولي، ونسرين طافش، وصبا مبارك، وديما قندلفت، وباسم ياخور، ورامي حنا، ونادين سلامة، ومنى واصف، وباسل خياط. وغيرهم من الممثلين

## حلقات المسلسل
1- كل القصايد: رامي حنا وسلافة معمار
2- قديش حلوة هالشيبة: جمال سليمان ونسرين طافش
3- بدى شوفك كل يوم: بسام كوسا ويارا صبري
4- مشيت على الأشواك: عبد المنعم عمايري وصبا مبارك
5- العام الجديد: قصي خولي ونادين سلامة
6- بحلم بيك: أحمد الأحمد وقمر خلف
7- أنا عم بحلم: نضال سيجري وديمة قندلفت
8- لو على قلبى: عبد المنعم عمايري وسلافة معمار
9- وماله: باسل خياط وقمر خلف
10- وين مسافر: نضال نجم ونسرين طافش
11- حبيبى يا: لورا أبو أسعد
12- زهرة الصحراء: رامي حنا وعبير شمس الدين
13- يامريم البكر: قصي خولي وديمة قندلفت
14- عيون القلب: جمال سليمان ومي سكاف
15- تبات ونبات:بسام كوسا وصبا مبارك
16,17 يا لله تنام: مكسيم خليل
18- كذبك حلو: قصي خولي ونسرين طافش
19- مشيت خلاص: رافي و هبي وقمر خلف
20- أجمل احساس: سعد مينة وسلافة معمار
21- أنا ناطر: أحمد الأحمد وريم زينو وبسام كوسا
22- مأثر فييى: باسم ياخور وصبا مبارك
23- بحبك أنا كتير: قصي خولي وأناهيد فياض ونسرين طافش
24- لا بأحلامك: قيس الشيخ نجيب وكندة حنا ونسرين طافش ونادين سلامة
25- في يوم وليلة: بسام كوسا وجمال سليمان ونورا رحال
26- واحشني يا حبيبي: عبد المنعم عمايري ونادين سلامة
27- لا تشكي فيي: باسل خياط وسلافة معمار
28- كيفك أنت: عبد الرحمن آل رشي ومنى واصف

## الجزء الثالث
عام 2016 أنتجت شركة سامة للإنتاج والتوزيع الفني وإيبلا الدولية للانتاج السينمائي والتلفزيوني الجزء الثالث من المسلسل المكون من ست خماسيات تتناول علاقات الحب وتداعياتها بمشاركة أبرز نجوم الدراما السورية".
شارك في تأليف الخماسيات نجيب نصير، ريم حنا وإياد أبو الشامات، وتولى الإخراج ثلاثة مخرجين وهم الليث حجو وحاتم علي ورامي حنا.
ولم ينحصر في الحالة السورية بل تناول حالة المجتمع العربي عموماً وجرى تصويره بين بيروت ودبي. عرض بداية على شبكة أوربت شوتايم وفي رمضان 2017 عرض على شاشتي المؤسسة اللبنانية للإرسال وقناة  الانتشار اللبناني.
1. خماسية «طبيب جراح» من تأليف إياد أبو الشامات وإخراج حاتم علي ونجومية جمال سليمان، رنا أبيض كندة علوش، دارينا الجندي
2. خماسية «بعدك حبيبي» من تأليف نجيب نصير وإخراج المثنى صبح ونجومية بسام كوسا ومرح جبر ومحمد خير الجراح.
3. خماسية «مطر أيلول» من تأليف إياد أبو الشامات وإخراج حاتم علي ونجومية مكسيم خليل وندين تحسين بك وعبد الهادي الصباغ.
4. خماسية «شكراً على النسيان» من تأليف إياد أبو الشامات وإخراج الليث حجو ونجومية باسم ياخور وكاريس بشار وجيني إسبر ومحمد حداقي.
5. خماسية «امرأة كالقمر» من تأليف ريم حنا وإخراج المثنى صبح ونجومية سلافة معمار وقيس الشيخ نجيب وديمة الجندي وفادي صبيح.
6. خماسية «يا جارة الوادي» من تأليف ممدوح حمادة وإخراج الليث حجو ونجومية عابد فهد وأمل بوشوشة وأيمن رضا وعبد المنعم عمايري.[2]
7. خماسية «الموت» من مكسيم خليل، روعة السعدي.
8. خماسية «رمز على سيارة» من أيمن عبد السلام،مرام علي، مي عمر، هيام عباس، نيللي كريم